# Antonio de Vargas Machuca
Antonio de Vargas Machuca (Loja, ¿? - Lorca, 1673) fue un compositor y maestro de capilla español.

## Vida
Nació en Loja, en la provincia de Granada, en fecha desconocida, al igual que se desconoce cuál fue su formación.
Está documentado por primera vez tras la partida del maestro de capilla, Juan de Salazar, de la Colegiata de San Patricio de Lorca. El cabildo nombró a Antonio de Vargas Machuca para el magisterio el 6 de abril de 1657, con un salario de 40 ducados, además de 14 fanegas de trigo y 14 de cebada. Durante su magisterio no parece haber habido muchos problemas, aparte de algunas quejas al cabildo porque los músicos no le hacían parte de sus salidas para tocar música al exterior y que el reparto del dinero era su responsabilidad. El cabildo anotó las quejas en las actas y notificó a los músicos.
En julio del año de su nombramiento solicitó que se le perpetuase el salario de 40 ducados como congrua, lo que le fue concedido con la condición, recogida con escritura pública, a pagar la misma cantidad de 40 ducados al cabildo lorquino en caso de que dejase el magisterio de Lorca. El 5 de febrero de 1658 se ausentó para ordenarse como subdiácono, para lo que se le concedieron 200 reales como ayuda de viaje.
En octubre de 1659 solicitó permiso para presentarse al magisterio de la capilla de música de la Catedral de Guadix, en la que no parece haber tenido éxito. En marzo de 1671 Vargas Machuca solicita al cabildo lorquino una licencia de seis meses para «ir [a Granada] y reconocer las conveniencias del nombramiento». Perece que Vargas Machuca había ganado el magisterio de la Capilla Real de Granada y había sido nombrado por Carlos II. No debió permanecer mucho tiempo, ya que en abril de 1672 se le informaba de que debía comunicar al cabildo si quería actuar con la capilla fuera de la catedral.
Debió fallecer en algún momento de 1673, ya que el 13 de noviembre se nombra a Juan Pérez de los Cobos como su sucesor en el cargo.

## Obra
No se conservan composiciones de Antonio de Vargas Machuca.